# Plavé Vozokany
Plavé Vozokany jsou obec na Slovensku v okrese Levice. Leží v severovýchodní části Podunajské nížiny na východním okraji Pohronské pahorkatiny. Částí obce je Medvecké, dříve Ursínyovo.

## Demografie

### Jazykové a etnické složení

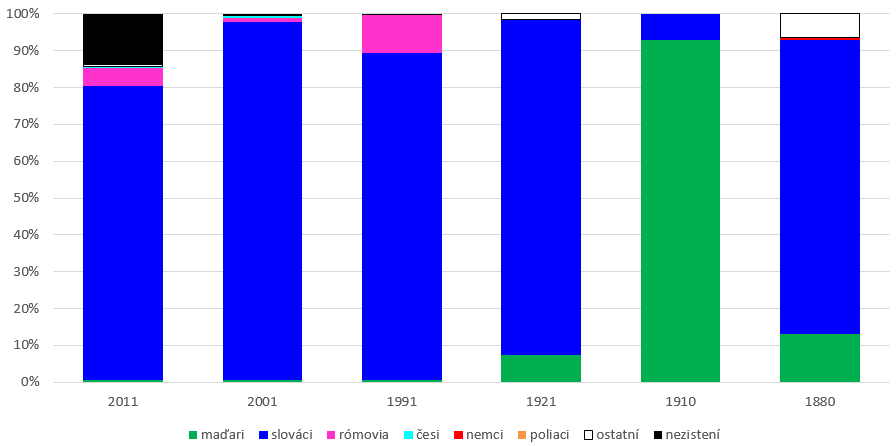
Vývoj jazykového (1880-1910) a etnického (1921-2011) složení.

|            | 2011 | %    | 2001 | %    | 1991 | %    | 1921 | %    | 1910 | %    | 1880 | %    |
| ---------- | ---- | ---- | ---- | ---- | ---- | ---- | ---- | ---- | ---- | ---- | ---- | ---- |
| dohromady  | 900  | 100% | 864  | 100% | 983  | 100% | 989  | 100% | 932  | 100% | 702  | 100% |
| Maďaři     | 6    | 1%   | 5    | 1%   | 6    | 1%   | 74   | 7%   | 866  | 93%  | 91   | 13%  |
| Slováci    | 717  | 80%  | 841  | 97%  | 872  | 89%  | 898  | 91%  | 66   | 7%   | 562  | 80%  |
| Češi       | 2    | 0%   | 3    | 0%   | 1    | 0%   | 898  | 91%  | 0    | -    | 0    | -    |
| Romové     | 45   | 5%   | 9    | 1%   | 101  | 10%  | 0    | -    | 0    | -    | 0    | -    |
| Němci      | 0    | -    | 0    | -    | 0    | -    | 3    | 0%   | 0    | -    | 3    | 0%   |
| Poláci     | 1    | 0%   | 2    | 0%   | 1    | 0%   | 0    | -    | 0    | -    | 0    | -    |
| ostatní    | 4    | 0%   | 0    | -    | 0    | -    | 14   | 1%   | 0    | -    | 46   | 7%   |
| nezjištění | 125  | 14%  | 4    | 0%   | 2    | 0%   | 0    | -    | 0    | -    | 0    | -    |

### Náboženské složení
2011
- Římskokatolická církev – 356

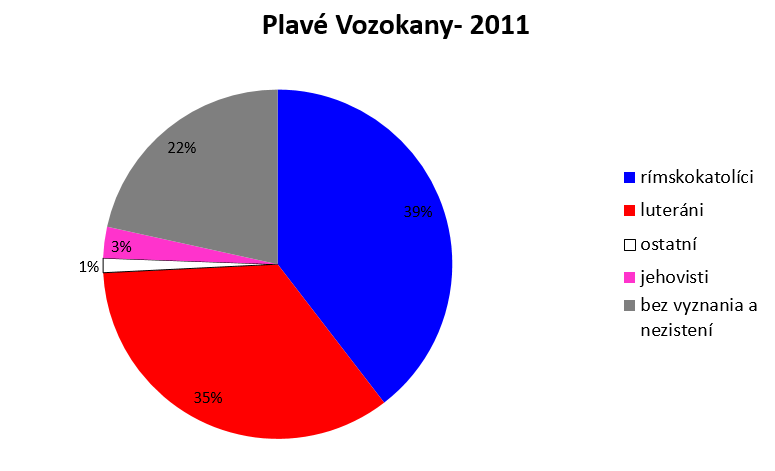
Náboženské složení podle sčítání v roce 2011.

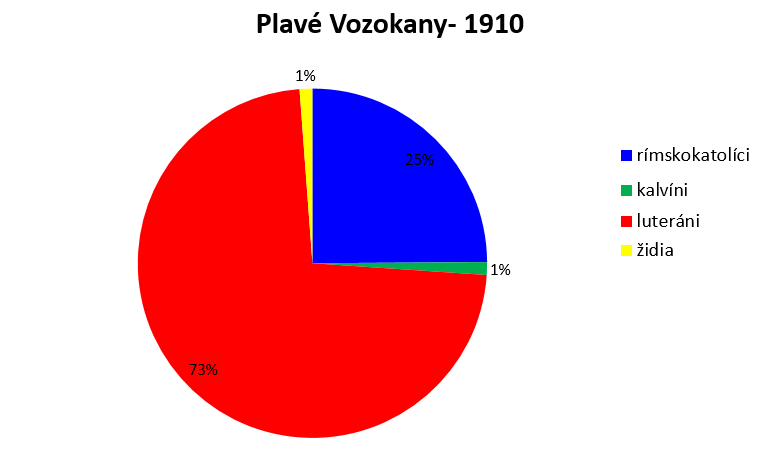
Náboženské složení podle sčítání v roce 1910.

- Evangelická církev augsburského vyznání na Slovensku (luteráni) – 312
- bez vyznání a nezjištění – 194
- Náboženská společnost Svědkové Jehovovi – 26
- ostatní – 12

1910
- Evangelická církev augsburského vyznání na Slovensku (luteráni) – 678
- Římskokatolická církev – 232
- Reformovaná křesťanská církev (kalvínci) – 11
- židovské vyznání – 11

## Kultura a zajímavosti

### Památky
- Evangelický kostel, jednolodní klasicistní toleranční stavba s pravoúhlým ukončením presbytáře a představěnou věží z roku 1783–1785. V roce 1837 byl upraven a byla přistavěna věž. Interiér je plochostropý, závěr je zaklenut segmentovou klenbou. V interiéru se nachází kazatelnový oltář z roku 1789. Na oltáři je umístěn obraz Nanebevstoupení Páně od R. Karpáthyho z roku 1905. Klasicistní křtitelnice pochází z doby vzniku kostela, varhany jsou z roku 1935.[5] Fasády kostela jsou členěny lizénami, segmentově ukončená okna mají šambrány s klenáky. Věž je členěna kordonovými římsami a zakončena jehlancovou helmicí.